# Palazzo di Aquisgrana

Possibile ricostruzione del palazzo di Carlo Magno.

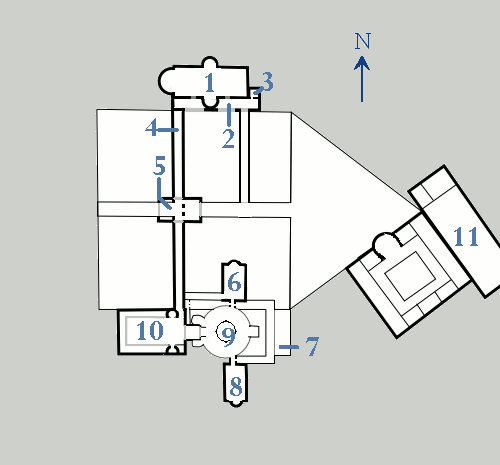
Pianta semplificata: 1 = sala dell'assemblea; 2 = portico; 3 = tesoreria e archivi; 4 = galleria di collegamento; 5 = corte e presidio; 6 = metatorium; 7 = curia; 8 = secretarium; 9 = cappella; 10 = atrium; 11 = terme.

Il palazzo di Aquisgrana era un complesso di edifici residenziali, politici e religiosi scelti da Carlo Magno per essere il centro del potere carolingio. Il palazzo si trovava nell'attuale città di Aquisgrana, nella parte occidentale dell'attuale Germania, nel Land della Renania settentrionale-Vestfalia. La costruzione del palazzo iniziò nel 790, un anno dopo che Carlo Magno ne desiderò l'edificazione. Sappiamo che l'opera fu per lo più terminata nel 798 e che la cappella fu consacrata nell'805, ma i lavori proseguirono fino alla morte di Carlo Magno nell'814. Oddone di Metz elaborò i progetti per il palazzo, che faceva parte del programma del re per il rinnovo del regno. La maggior parte del palazzo fu distrutta, ma rimane tutt'oggi la cappella palatina che è considerata un fulgido esempio di architettura carolingia e una forte testimonianza della rinascita carolingia.

## Contesto e storia del palazzo

### Il palazzo prima di Carlo Magno

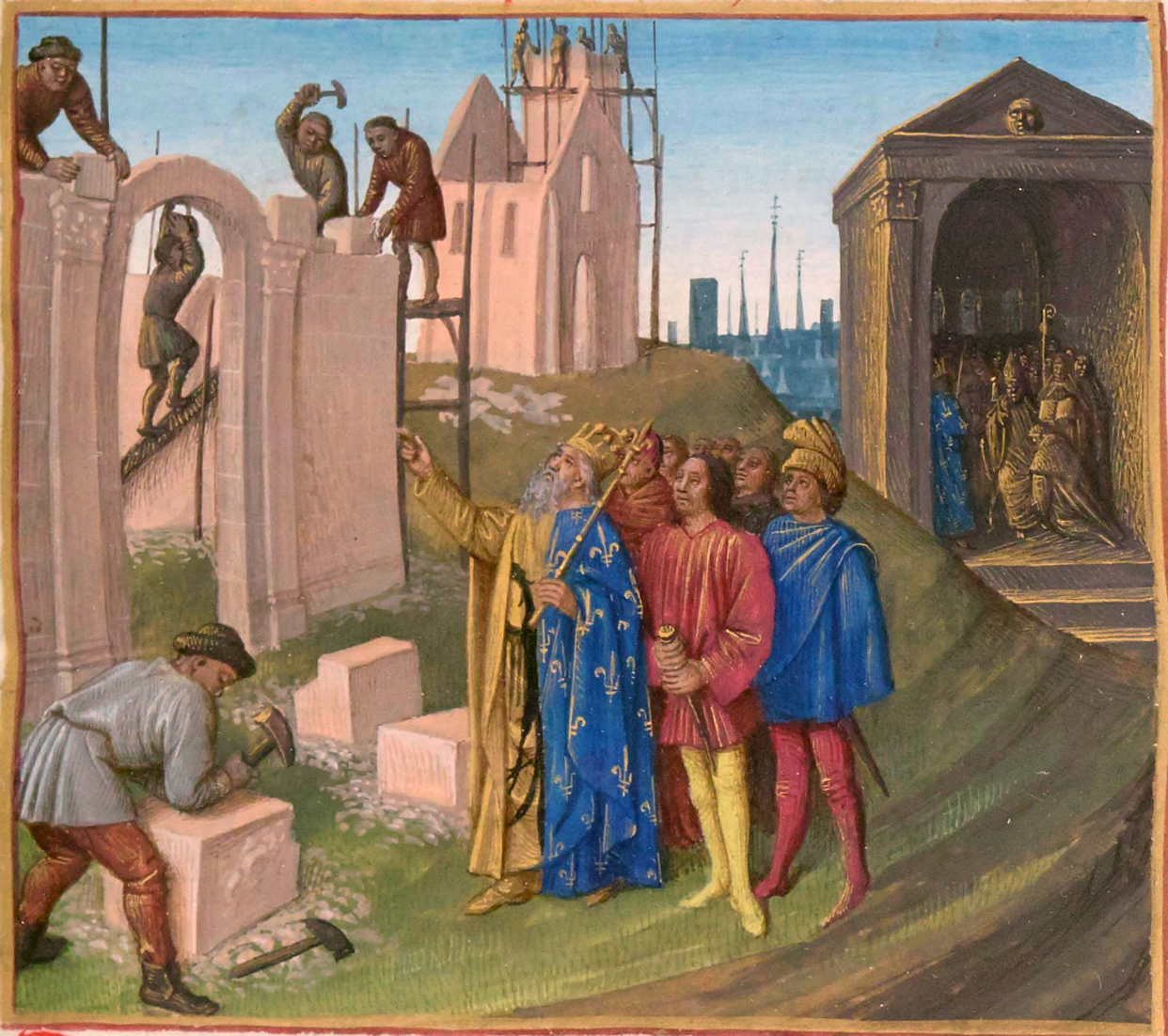
La costruzione di Aquisgrana, miniatura di Jean Fouquet, nelle Grandes Chroniques de France, XV secolo. Carlo Magno è in primo piano.

Nell'antichità i romani scelsero il sito di Aquisgrana per le sue sorgenti termali e la sua posizione di avamposto verso la Germania. Chiamato Aquae Granni, il sito venne dotato di terme su un'area di 20 ettari che furono utilizzati dal I al IV secolo. La città romana si sviluppa in relazione a queste terme secondo una classica pianta a scacchiera che seguiva quello di un accampamento legionario. Un palazzo era destinato ad ospitare il governatore della provincia o l'imperatore. Nel IV secolo, la città e il palazzo furono distrutti dalle grandi invasioni. Mentre Clodoveo fece di Parigi la capitale del regno dei Franchi, il palazzo di Aquisgrana fu abbandonato fino all'avvento della stirpe carolingia. I maestri di palazzo Pipinidi effettuarono alcuni lavori di restauro, ma il palazzo di Aquisgrana era allora solo una delle tante residenze. La corte franca era nomade e i sovrani si spostavano a seconda delle circostanze. Intorno al 765, Pipino il Breve fece erigere un palazzo sui resti dell'antico edificio romano; fece restaurare le terme e le liberò dei suoi idoli pagani. Appena salito al potere nel 768, Carlo Magno soggiornò ad Aquisgrana, ma anche in altre ville in Austrasia. Negli anni 790, tuttavia, decise di stabilirsi per governare il suo regno e poi il suo impero in modo più efficace.

### La scelta di Aquisgrana

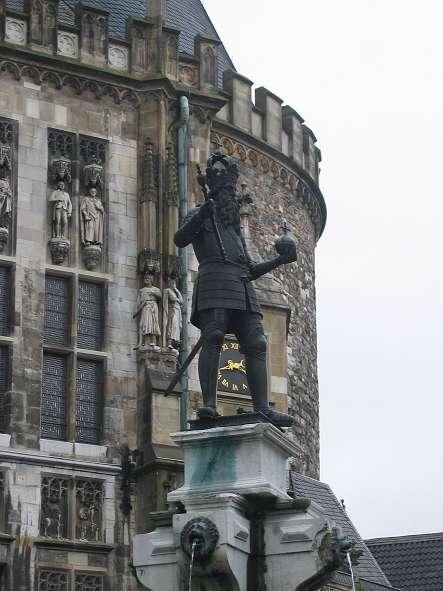
Statua di Carlo Magno davanti al municipio

La scelta di Aquisgrana fu attentamente valutata da Carlo Magno e intervenne in un momento chiave del suo regno. Fin dalla sua ascesa a re dei Franchi, Carlo Magno aveva condotto numerose spedizioni militari che gli avevano permesso di arricchire l'erario, ma anche di allargare il regno, soprattutto verso oriente. Egli conquistò la Sassonia pagana nel 772-780, ma la regione resistette e le guerre contro i Sassoni durarono per circa 30 anni. Carlo Magno ruppe con la pratica germanica di una corte itinerante che si spostava di villa in villa: mentre per alcuni mesi stabilì la sua corte in una dozzina di palazzi, dal 790 privilegiò il palazzo di Aquisgrana e fece della città la sua sedes regia. Con l'età, ridusse il ritmo delle sue spedizioni armate e, dopo l'806, non lasciò quasi mai Aquisgrana.
La posizione geografica di Aquisgrana fu decisiva nella scelta di Carlo Magno: si trovava nel cuore delle terre carolinge, in Austrasia, una regione che rappresentava la culla della sua famiglia, a est della Mosa, in un crocevia di vie terrestri e su un affluente del Reno, il Wurm. In seguito, Carlo Magno lasciò l'amministrazione delle regioni meridionali al figlio Ludovico, nominato re d'Aquitania: egli poté così risiedere stabilmente al nord.

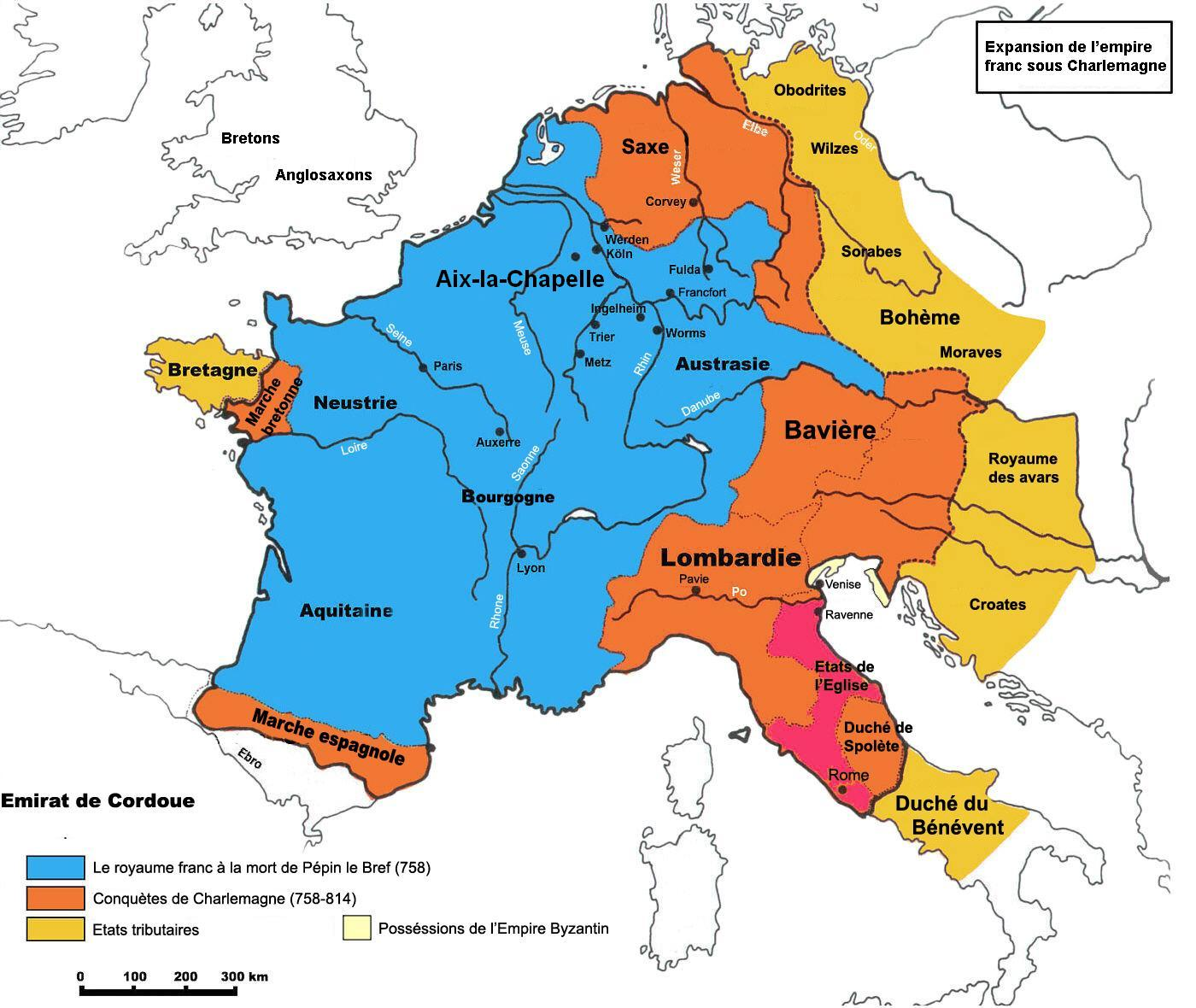
L'impero carolingio e la sua capitale Aquisgrana all'inizio del IX secolo.

L'insediamento ad Aquisgrana permise inoltre a Carlo Magno di controllare da vicino gli affari sassoni. Oltre a ciò, vi erano altri vantaggi in questa località: Aquisgrana era infatti circondata da foreste piene di selvaggina e il sovrano progettò di andare a caccia nella zona. Con l'avanzare dell'età e dei reumatismi, l'imperatore fu felicissimo di poter usufruire delle sorgenti termali di Aquisgrana, e vi fece anche scavare una piscina dove potevano fare il bagno 100 persone alla volta.
I letterati dell'epoca carolingia presentarono Carlo Magno come il "Nuovo Costantino": in questo senso, aveva bisogno di una capitale e di un palazzo degni di questo nome. Carlo lasciò quindi Roma al papa. La rivalità con l'impero bizantino spinse Carlo Magno a costruire un sontuoso palazzo. L'incendio del palazzo di Worms nel 793 fu anche un evento che lo incoraggiò a realizzare questo progetto.

### Un importante progetto affidato a Oddone di Metz

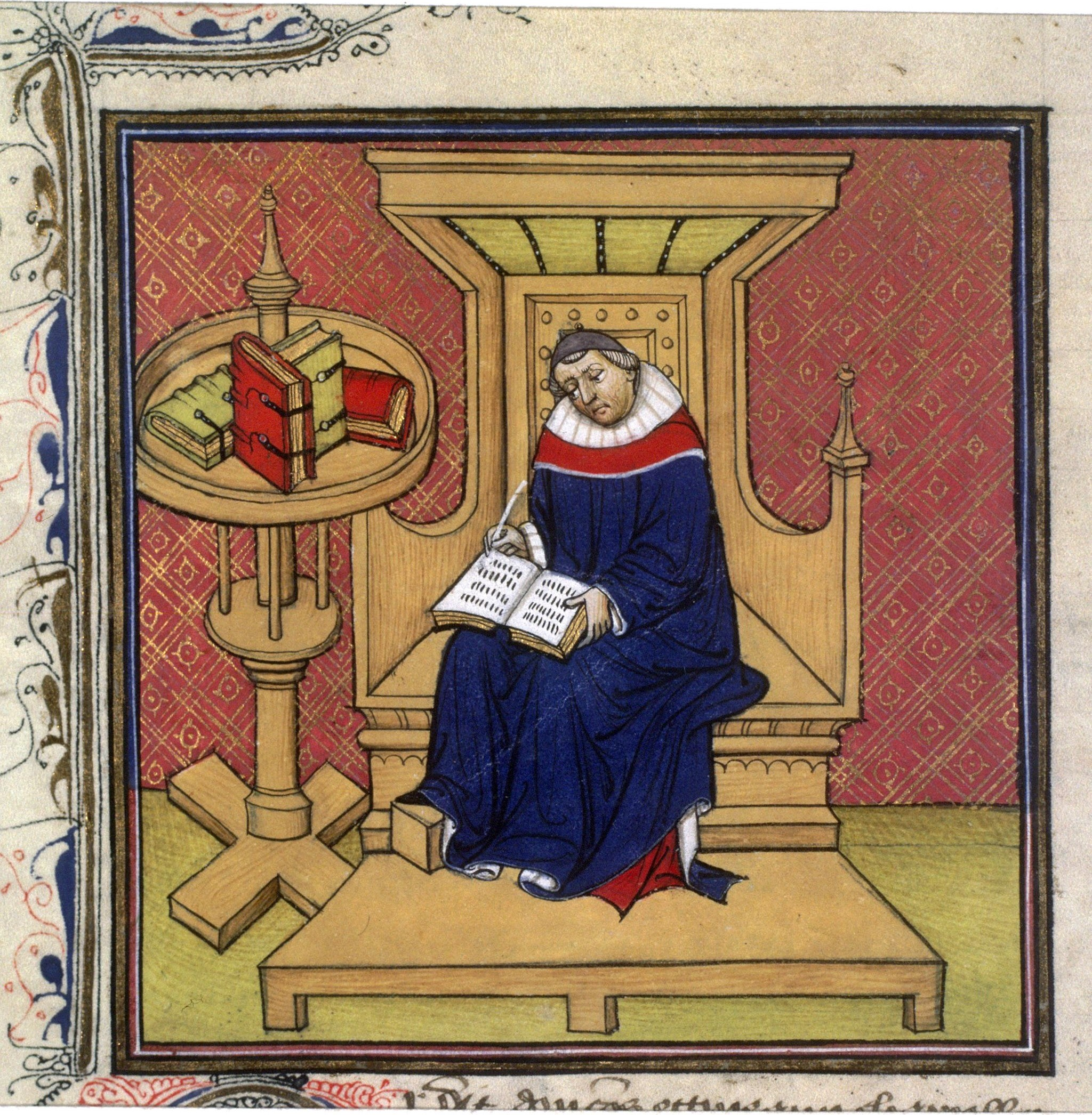
Eginardo fu il biografo di Carlo Magno; grazie a lui che si conosce il nome dell'architetto del palazzo (miniatura del XIV-XV secolo).

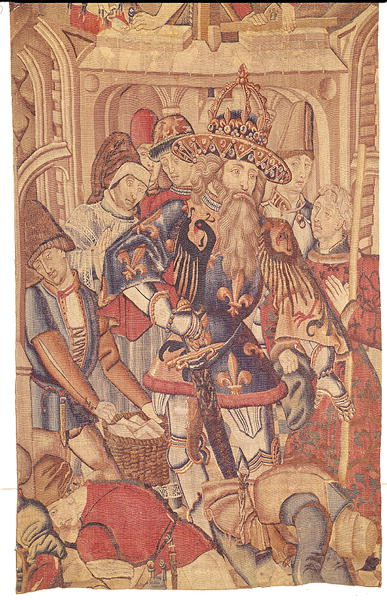
Arazzo raffigurante Carlo Magno in visita al cantiere del palazzo (Museo delle Belle Arti di Digione).

Gli storici non sanno quasi nulla dell'architetto del palazzo di Aquisgrana, Oddone di Metz. Il suo nome compare in un testo di Eginardo (c. 775-840), biografo di Carlo Magno. Si presume che fosse un chierico armeno, colto, pratico delle arti liberali, in particolare del quadrivio. Indubbiamente lesse i trattati di architettura di Vitruvio.
La decisione di costruire il palazzo arrivò alla fine degli anni 780 o all'inizio degli anni '90, quando Carlo Magno non aveva ancora il titolo di imperatore. I lavori iniziarono nel 794 e proseguirono per diversi anni. Aquisgrana divenne presto la residenza preferita del sovrano. Dopo l'807, non lasciò quasi mai la città. Per mancanza di documentazione sufficiente, è impossibile sapere quanti lavoratori erano impiegati, ma la dimensione del complesso del palazzo suggerisce che erano molti.
Il piano adottato fu di grande semplicità geometrica: Oddone di Metz decise di mantenere il tracciato delle strade romane e di inscrivere il palazzo in un quadrato di 360 piedi carolingi per lato, cioè 120 metri. La piazza delimitava un'area di 20 ettari divisa in quattro da un asse nord-sud (corrispondente ad una galleria in muratura) e un asse est-ovest (corrispondente ad un'antica strada romana, il decumano). A nord di questa piazza c'era la aula delle assemblee, a sud la cappella palatina. L'architetto disegnò un triangolo ad est per collegare le terme al complesso del palazzo. I due edifici più noti sono l'aula delle assemblee (non più esistente) e la cappella palatina, che fu integrata nella cattedrale. Gli altri edifici sono poco identificati: spesso costruiti con travatura a graticcio, legno e mattoni, furono distrutti. Infine, il complesso del palazzo era circondato da un muro.
L'installazione della corte di Aquisgrana e il cantiere del palazzo stimolarono l'attività della città, che si espanse alla fine dell'VIII e all'inizio del IX secolo. Artigiani, commercianti e mercanti si erano infatti stabiliti nei pressi della corte. Alcuni dei grandi alloggiavano nelle loro residenze in città. I membri dell'accademia palatina e consiglieri di Carlo Magno come Eginardo e Angilberto possedevano una casa vicino al palazzo.

## La sala delle assemblee

Posizione della sala delle assemblee (in rosso)

Situata a nord del complesso del palazzo, la grande sala delle assemblee (aula regia o aula palatina in latino) era destinata ad ospitare le suppliche generali, una volta all'anno. Si trattava dell'incontro dei grandi, cioè dei dignitari e degli intermediari del potere, come conti, fedeli, vassalli, vescovi e abati. L'assemblea generale si teneva di solito a maggio; i partecipanti discutevano di importanti questioni politiche e legali. I capitolari, scritti dai copisti della cancelleria di Aquisgrana, riassumevano per iscritto le decisioni che erano state prese. Questo edificio era anche la sede delle cerimonie ufficiali e dei ricevimenti delle ambasciate. Descrivendo l'incoronazione di Ludovico, figlio di Carlo Magno, Ermoldo il Nigello indica che Carlo Magno vi parlò «dall'alto del suo trono d'oro».

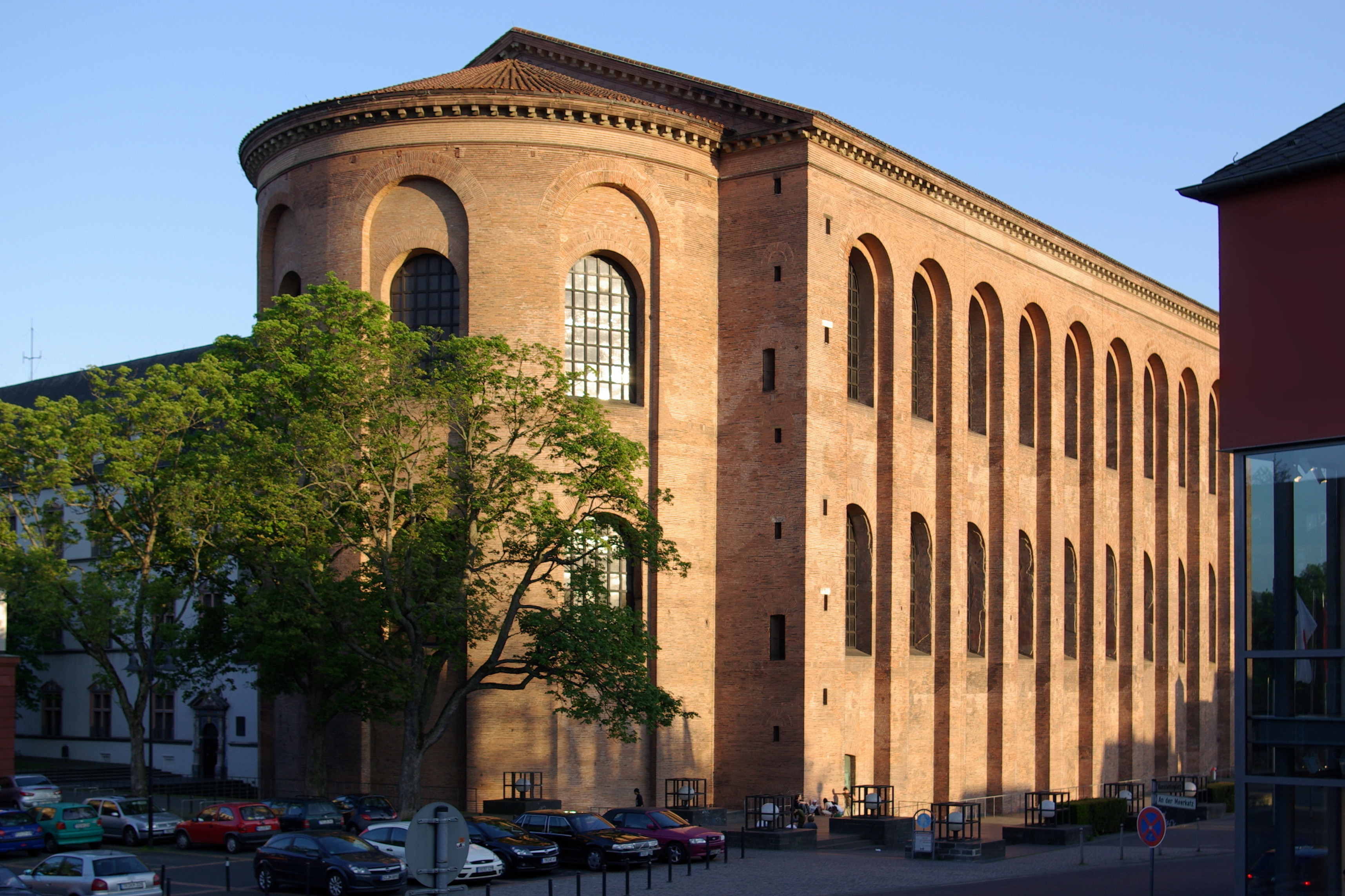
La basilica di Costantino a Treviri in Germania servì probabilmente da modello per la sala delle assemblee di Aquisgrana.

Le dimensioni della sala (1000 metri quadrati) furono adattate per ricevere diverse centinaia di persone contemporaneamente: anche se l'edificio non esiste più, sappiamo che misurava 47,42 metri per 20,76 metri, con un'altezza di 21 metri. La sua pianta sembra ispirarsi all'aula palatina romana di Treviri. La struttura era in laterizio e la sua forma era quella di una basilica con tre absidi: la più grande (17,2 metri), situata ad ovest, era destinata ad ospitare il re e il suo seguito. Le altre due absidi erano più piccole e situate a nord e a sud. La luce entrava da due file di finestre. L'interno era probabilmente decorato con dipinti raffiguranti eroi antichi ed eroi contemporanei. Una galleria di legno circondava l'intero edificio tra queste due file. Da questa galleria era possibile vedere il mercato che si teneva a nord del palazzo. Si entrava da una galleria porticata a sud della stanza. La cappella radiale tagliava in due questo accesso.

## La cappella palatina

### Descrizione

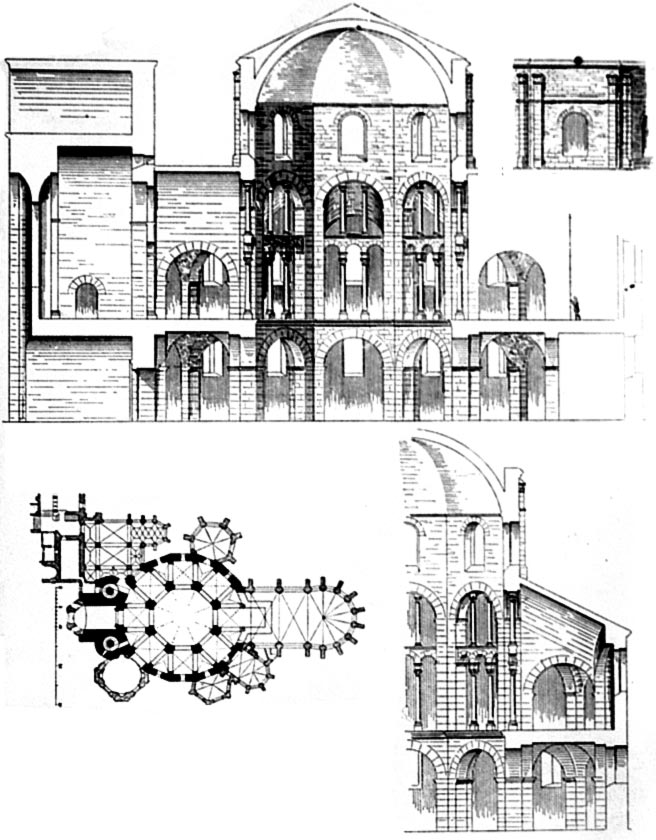
Sezione trasversale della cappella palatina

La cappella palatina era posta all'altra estremità del complesso del palazzo, all'estremo sud. Era collegato all'aula regia da una galleria in muratura. Rappresentava l'altro aspetto del potere di Carlo Magno, il potere religioso. L'edificio fu consacrato nell'805 da papa Leone III, in onore della Vergine Maria, madre di Gesù.
Diversi edifici erano occupati dai chierici della cappella e formavano una pianta a croce latina: a est una curia, a nord e a sud degli uffici e a ovest un Westwerk e un atrio con esedra. Ma l'ambiente centrale era la cappella sormontata da una cupola ottagonale, con un diametro di 16,54 metri e un'altezza di 31 metri. Otto massicci pilastri sostengono le grandi arcate. Al piano terra, un collaterale circonda la navata posta sotto la cupola, ove stavano i servi del palazzo.

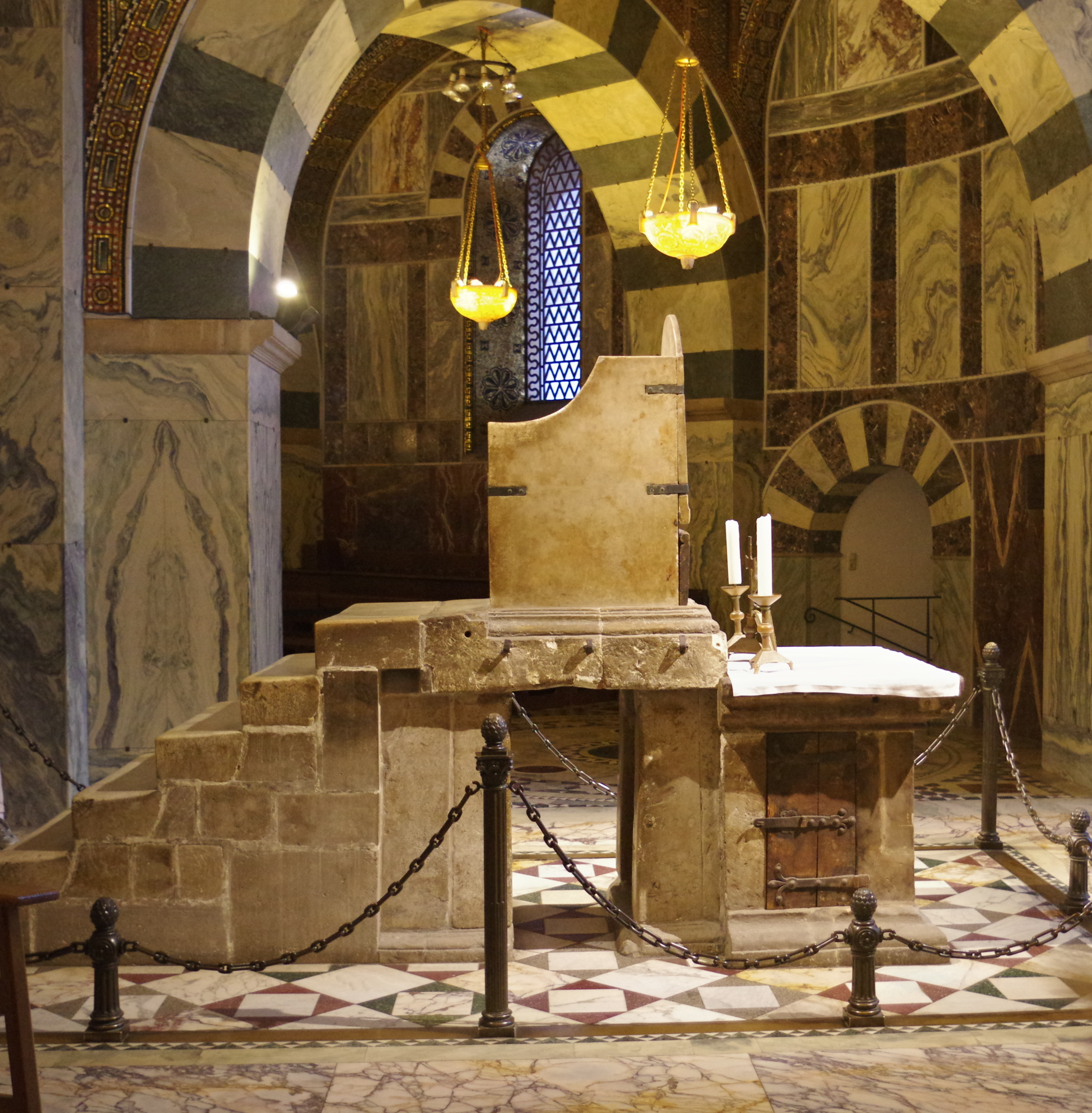
Il cosiddetto trono di Carlo Magno sollevato su una piattaforma di pietra, nella galleria della cappella palatina.

I due piani (tribune) si aprono sullo spazio centrale attraverso campate semicircolari, sostenute da colonne. Il bordo interno forma un ottagono mentre il lato esterno si sviluppa in un poligono di sedici lati. La cappella aveva due cori posti a est e a ovest. Il re sedeva su un trono fatto di lastre di marmo bianco, al primo piano a ovest ed era circondato dai membri della sua corte. Aveva così visto tre altari: quella del Salvatore, proprio di fronte, quella della Vergine al pianterreno e quella di San Pietro, in fondo al coro orientale.
Carlo Magno aveva voluto una decorazione sontuosa per la sua cappella: fece fare delle porte di bronzo massiccio da una fonderia vicino ad Aquisgrana. Le pareti erano rivestite di marmi e pietre policrome. Le colonne, ancora oggi visibili, furono prelevate da edifici di Ravenna e Roma, con il permesso del papa.

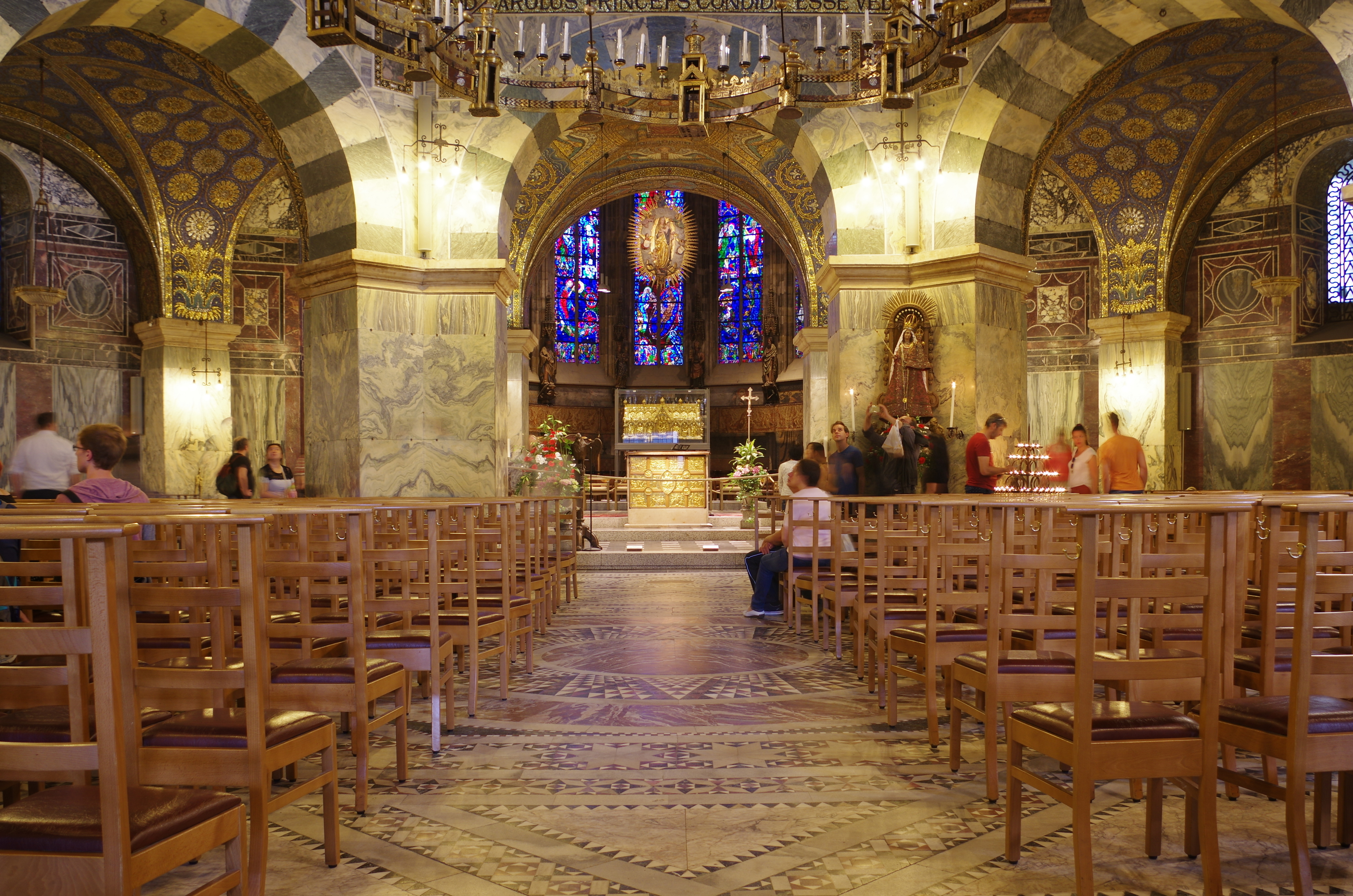
Vista interna dell'ottagono

Le pareti e la cupola erano ricoperte di mosaici, valorizzati dai lampadari e dalla luce esterna che entrava dalle finestre. Eginardo, nella sua biografia su Carlo Magno (circa 825-826), ci dà una descrizione degli interni:

### Simbolismo

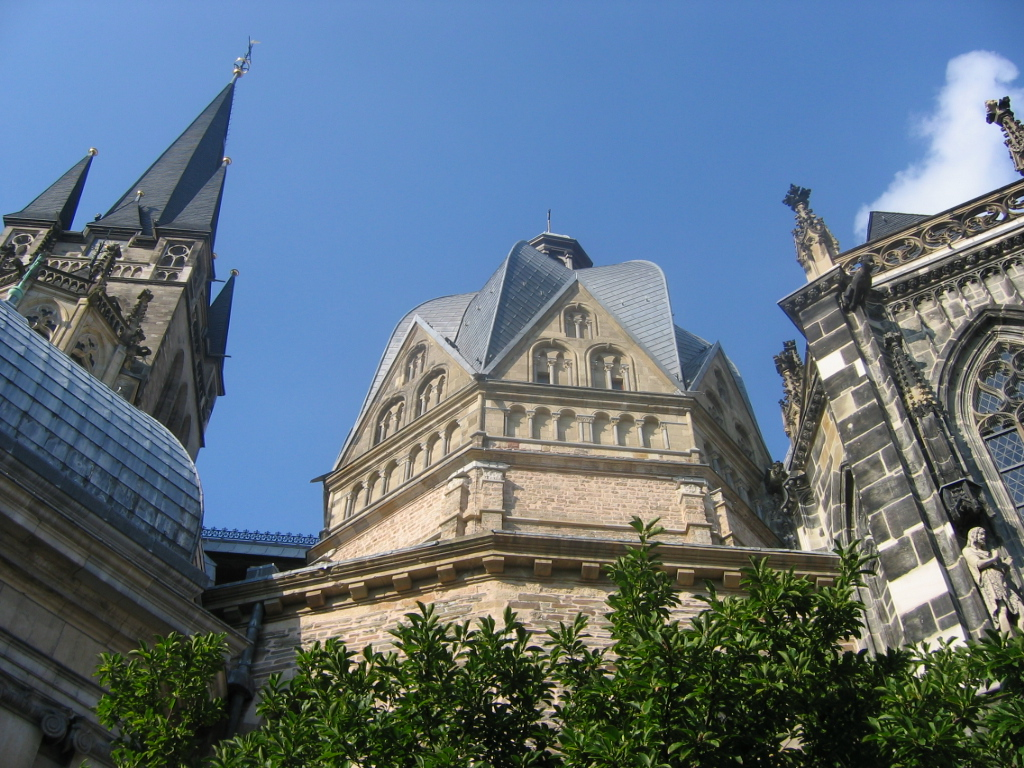
Veduta dell'ottagono della cappella

Oddone di Metz prese in considerazione il simbolismo cristiano dei numeri e delle figure. L'edificio era inteso come una rappresentazione della Gerusalemme celeste (cioè del regno di Dio), come descritto nell'Apocalisse. Il perimetro esterno della cupola misura esattamente 144 piedi carolingi mentre quello della Gerusalemme celeste, città ideale progettata dagli angeli, è di 144 cubiti. Il mosaico nella cupola, ora oscurato da un restauro del XIX secolo, raffigurava Cristo in maestà accompagnato dai ventiquattro anziani dell'Apocalisse. Altri mosaici sulle volte della navata laterale ripetono questo registro, rappresentando la Gerusalemme celeste. Infine, il trono di Carlo Magno, posto al primo piano a ovest, era posto sul settimo gradino di una piattaforma.

## Gli altri edifici

### Il tesoro e gli archivi
Il tesoro e gli archivi del palazzo si trovavano in una torre adiacente alla sala del trono, a nord del complesso. Il ciambellano era l'ufficiale responsabile del tesoro e dei guardaroba del sovrano. L'amministrazione delle finanze spettava all'arcicapellano, assistito da un tesoriere. La tesoreria raccoglieva le donazioni portate dai grandi durante le assemblee generali, i doni degli ambasciatori, cioè una collezione eterogenea di oggetti che vanno dai libri preziosi alle armi e ai vestiti. Il re comprava anche merci dai mercanti che frequentavano Aquisgrana.
Gli archivi erano sotto la responsabilità del cancelliere. La cancelleria impiegava diversi scrivani e notai che mettevano per iscritto i diplomi, i capitolari o la corrispondenza reale. Gli agenti degli uffici del re erano spesso chierici della cappella regia.

### La galleria di collegamento

Posizione della galleria di collegamento (in rosso)

La galleria coperta era lunga circa 100 metri. Collegava l'aula delle assemblee e la cappella; un portico monumentale al centro serviva come ingresso principale. Al piano superiore c'era una stanza per le udienze giudiziarie. Qui il re dispensava la giustizia, ma alcuni casi che coinvolgevano i grandi venivano trattati nell'aula regia. Quando il re era assente, questa responsabilità spettava al conte di palazzo. L'edificio doveva anche ospitare la sede di una guarnigione.

### Le terme

Ubicazione delle terme (in rosso)

Il complesso termale, situato a sud-est, misurava 20 ettari e comprendeva diversi edifici costruiti nei pressi delle sorgenti dell'imperatore e di Quirino. Eginardo menziona una piscina all'aperto in grado di ospitare un centinaio di nuotatori alla volta:

### Altri edifici, altre funzioni

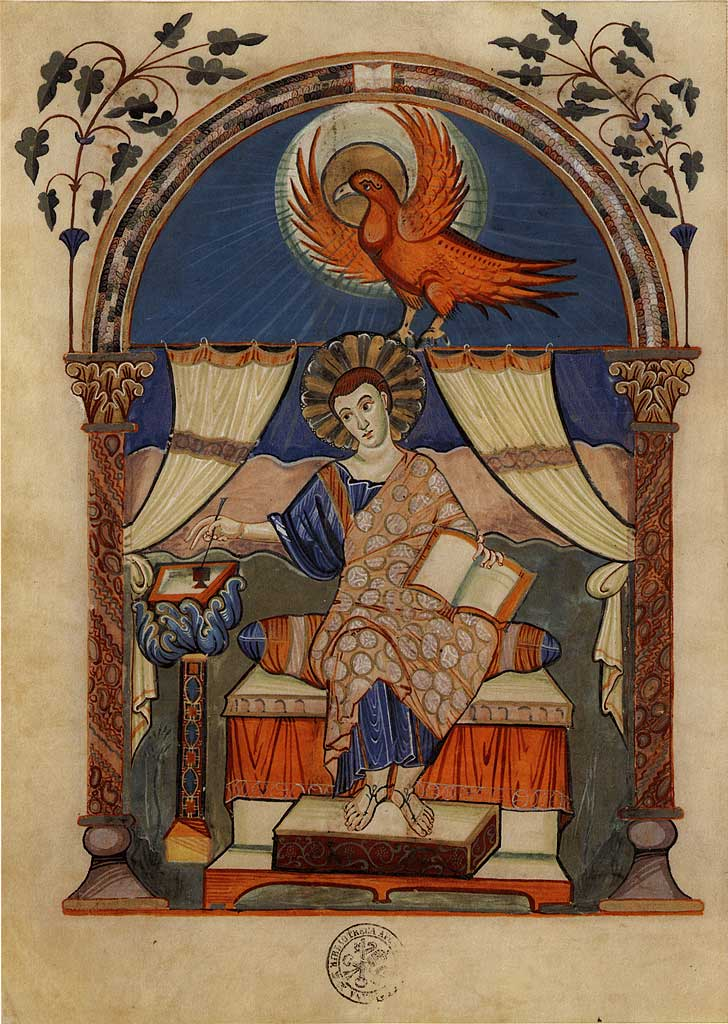
Il Codex aureus di Lorsch fu redatto da una bottega nel palazzo di Aquisgrana intorno all'810.

Gli altri edifici sono scarsamente identificati per mancanza di fonti scritte sufficientemente dettagliate. Gli appartamenti di Carlo Magno e della sua famiglia sembrano aver occupato la parte nord-orientale del complesso del palazzo: la sua camera da letto potrebbe essere stata al primo piano. Alcuni dei funzionari e dei servitori del palazzo devono aver vissuto nella parte occidentale, per altri invece la residenza era posta in città. Sappiamo che l'imperatore aveva una biblioteca, ma è difficile conoscerne l'esatta ubicazione. Il palazzo ospitava anche luoghi di produzioni artistica: uno scriptorium da cui uscivano diversi preziosi manoscritti (Sacramentario di Drogo, Evangelario di Godescalco etc.) e una bottega che produceva pezzi di oreficeria e avorio. C'era anche una zecca che era ancora in funzione nel XIII secolo.
Il palazzo fu anche sede delle attività letterarie dell'accademia palatina. Questo circolo di studiosi non si incontrava necessariamente in un edificio specifico: a Carlo Magno piaceva ascoltare poesie in piscina, ma anche a tavola. La scuola di palazzo educava i figli del sovrano e dei nutriti, figli degli aristocratici mandati a corte per essere educati.
All'esterno del complesso del palazzo c'erano un gineceo, una caserma, un ospizio, un parco di caccia e un serraglio in cui viveva l'elefante Abul-Abbas, donato dal califfo di Baghdad Hārūn al-Rashīd. Ermoldo il Nigello descrive in un passo del suo Poema su Ludovico il Pio (prima metà del IX secolo):
Infine, bisogna immaginare che il palazzo era frequentato quotidianamente da una folla di persone: cortigiani, intellettuali, aristocratici, mercanti, ma anche mendicanti e poveri che venivano a chiedere l'elemosina. Gli affari domestici erano la preoccupazione di ufficiali come l'imbottigliatore, il siniscalco, il ciambellano.

## Interpretazione e simbolismo del palazzo

### L'eredità romana, il modello bizantino

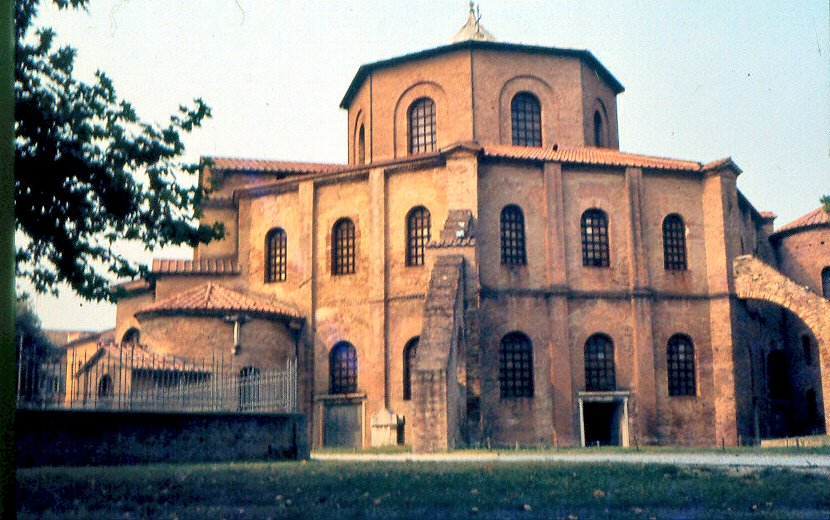
La basilica di San Vitale a Ravenna fu uno dei modelli della cappella palatina.

Il palazzo prende in prestito vari elementi dalla civiltà romana: l'aula palatina riprende la pianta basilicale; la basilica era un edificio pubblico dove nell'antichità si discutevano gli affari della città nei tempi antichi. La cappella si ispira al modello dell'antica Roma: le grate riprendono un'antica decorazione (foglie d'acanto) e le colonne sono sormontate da capitelli corinzi. L'imperatore fu sepolto nella cappella palatina all'interno di un antico sarcofago in marmo del II secolo, sul quale era rappresentato il tema del rapimento di Proserpina. Gli studiosi contemporanei di Carlo Magno soprannominarono Aquisgrana la "seconda Roma".
Carlo Magno voleva competere con l'altro imperatore dell'epoca, il basileus di Costantinopoli. La cupola e i mosaici della cappella sono elementi bizantini. La pianta stessa fu probabilmente ispirata alla basilica di San Vitale a Ravenna costruita da Giustiniano nel VI secolo. Altri specialisti lo paragonano alla Chiesa dei Santi Sergio e Bacco e ai Crisotriclinio di Costantinopoli. Durante le funzioni religiose, Carlo Magno stava al primo piano della galleria, come l'imperatore a Costantinopoli.
È anche molto probabile che Oddone da Metz si sia ispirato al palazzo longobardo di Pavia dell'VIII secolo, che aveva una cappella palatina decorata con mosaici e dipinti. Può aver viaggiato nella città italica, ma è improbabile che sia andato a Costantinopoli.

### Il palazzo di un franco
È indiscutibile che il palazzo di Aquisgrana abbia riprodotto molteplici riferimenti a modelli romani e bizantini. Tuttavia, Oddone di Metz ha espresso il suo talento di architetto franco e ha portato elementi innegabilmente diversi. Il palazzo si distingue anche dall'architettura merovingia per il suo senso di grandezza e per la moltiplicazione dei volumi. Le volte della cappella sono un buon esempio di know-how dell'artigianato carolingio originale, in particolare nel deambulatorio con la sua volta a crociera. Mentre l'imperatore bizantino sedeva ad est per assistere ai servizi liturgici, Carlo Magno assisteva a ovest. Infine, il legno e il graticcio sono materiali caratteristici del nord Europa.
È quindi evidente che il palazzo di Carlo Magno era più che un'imitazione di modelli antichi e bizantini, ma piuttosto una sintesi di varie influenze, così come lo era d'altronde l'impero carolingio. Come il rinascimento carolingio, il palazzo è il prodotto dell'assimilazione di diverse culture ed eredità.

### Centralizzazione e unità imperiali
La pianta del complesso del palazzo illustrava perfettamente l'alleanza dei due poteri: il potere spirituale era rappresentato dalla cappella a sud e il potere temporale dall'assemblea a nord. I due poli erano collegati da una galleria. Da Pipino il Breve, il padre di Carlo Magno, il re carolingio era sacro, avendo ricevuto il suo potere da Dio. Carlo Magno stesso voleva influenzare la vita religiosa attraverso le sue riforme e i numerosi concili o sinodi tenuti ad Aquisgrana. Stabilendo la sede del potere e della corte ad Aquisgrana, Carlo Magno sapeva che sarebbe stato in grado di tenere d'occhio più facilmente le persone a lui più vicine. Il palazzo era il luogo dove si concentravano i dignitari dell'impero carolingio, il cuore della capitale.

## Il palazzo dopo Carlo Magno

### Aquisgrana, un modello per altri palazzi?

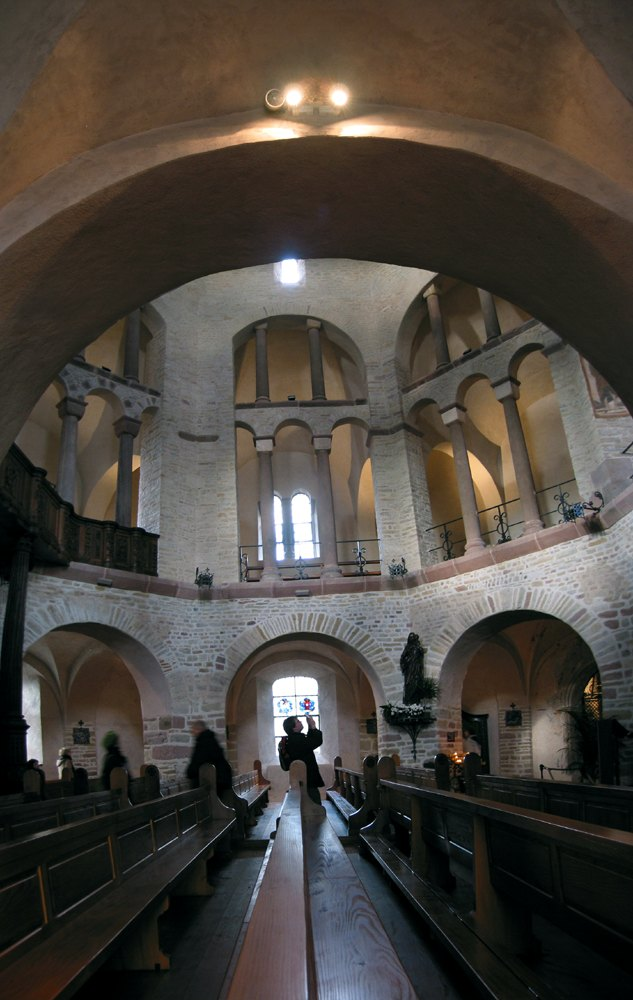
L'interno della cupola di Ottmarsheim in Alsazia

Non è chiaro se altri palazzi carolingi imitassero quello di Aquisgrana, poiché molti furono distrutti. Comunque sia, il cantiere di Aquisgrana non era l'unico al tempo di Carlo Magno: tra il 768 e l'814 sorsero infatti 16 cattedrali, 232 monasteri e 65 palazzi reali. La cappella palatina di Aquisgrana sembra essere stata imitata da altri edifici dello stesso tipo: secondo il Catalogue des Abbés de Fleury (redatto nel IX o all'inizio del X secolo), esiste un chiaro legame con l'oratorio a pianta centrale di Germigny-des-Prés, costruito agli inizi del IX secolo per Teodulfo d'Orléans. Tuttavia, se questo catalogo testimonia questa relazione, ciò può essere contestato data la data più tarda della fonte in questione. La collegiata di San Giovanni Evangelista di Liegi fu costruita secondo il progetto della cappella nel X secolo. La chiesa di Ottmarsheim in Alsazia riprende la pianta centrale, ma è più tardiva (XI secolo). Troviamo l'influenza della cappella palatina a Compiègne e in altri edifici religiosi tedeschi (chiesa abbaziale della Trinità di Essen per esempio).

### Storia del palazzo dopo Carlo Magno
Carlo Magno fu sepolto nella cappella nell'814. Suo figlio e successore, l'imperatore Ludovico il Pio, occupò il palazzo di Aquisgrana senza farne la sua residenza esclusiva. Vi soggiornava generalmente durante l'inverno fino a Pasqua. Diversi concili importanti si tennero ad Aquisgrana all'inizio del IX secolo. Quelle dell'817 e dell'836 si svolsero nei due edifici attigui alla cappella. Nell'817, Ludovico il Pio fece incoronare il figlio maggiore Lotario alla presenza del popolo franco.
Con il trattato di Verdun dell'843, l'impero carolingio si divise in tre regni. Aquisgrana faceva allora parte del regno della Francia Media. Lotario I (840-855) e Lotario II (855-869) vissero nel palazzo. Ma dopo la morte di quest'ultimo, il palazzo perse la sua influenza culturale e politica. La Lotaringia divenne quindi una posta in gioco tra i re dei Franchi Occidentali ed Orientali. Fu diviso più volte e infine passò sotto il controllo del sovrano dei Franchi Orientali Enrico I di Sassonia (876-936).

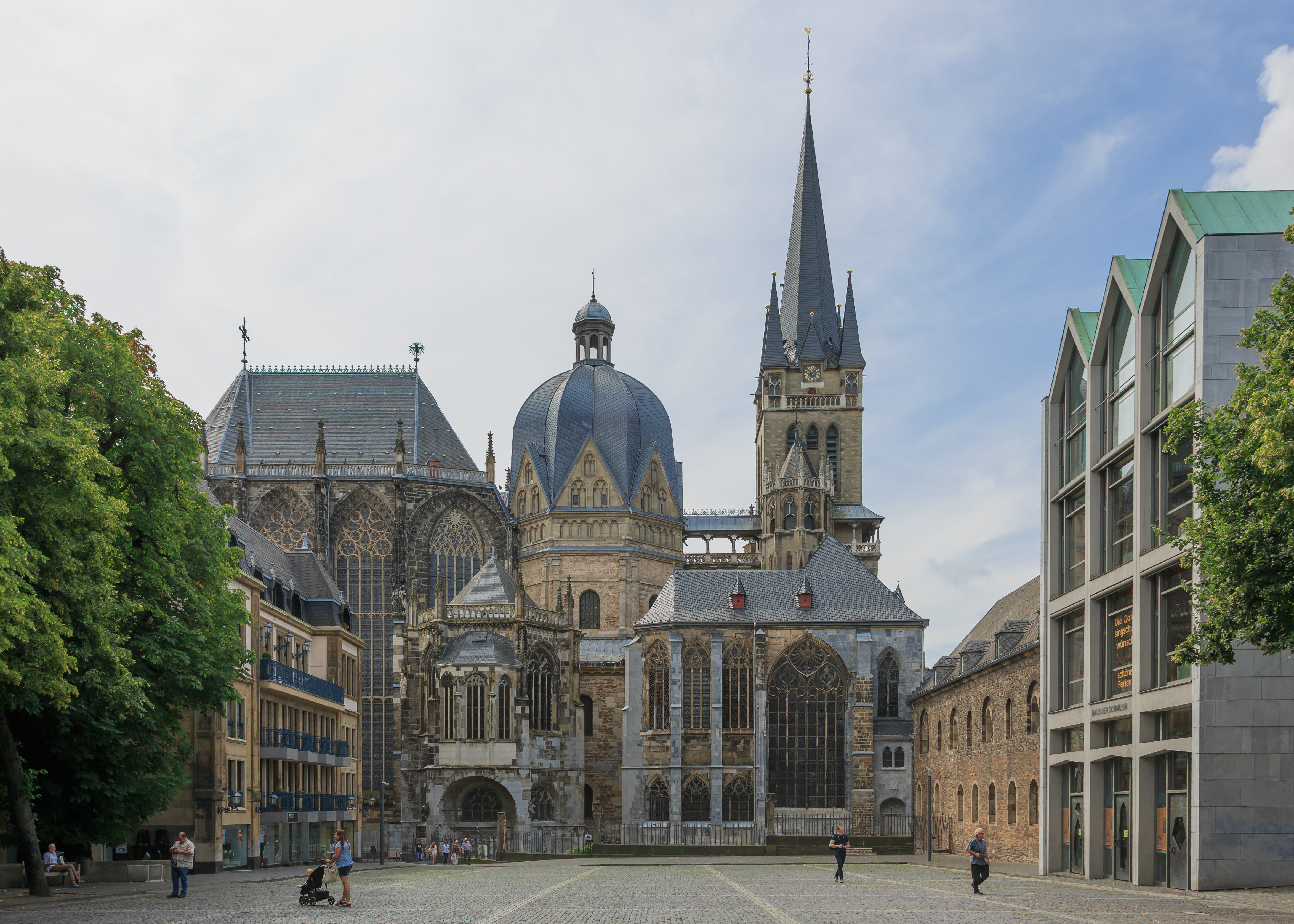
Veduta della cattedrale oggi

Il ricordo dell'impero di Carlo Magno rimase comunque vivo e divenne il simbolo del potere germanico e nel X secolo Ottone I (912-973) vi fu incoronato re dei Franchi Orientali (936). La cerimonia si svolse in tre fasi in diversi luoghi del palazzo: prima nella corte (elezione da parte dei duchi), poi nella cappella (consegna delle insegne del regno), infine nel palazzo (banchetto). Durante la cerimonia, Ottone si sedette sul trono di Carlo Magno. Successivamente e fino al XVI secolo, tutti gli imperatori germanici furono incoronati prima ad Aquisgrana poi a Roma, il che denota il desiderio di riprendere l'eredità politica di Carlo Magno. La bolla d'oro del 1356 confermò che al consacrazione e l'incoronazione dovevano essere fatte nella cappella palatina.
Ottone II (955-983) visse ad Aquisgrana con la moglie Teofano. L'estate del 978, Lotario IV condusse un'incursione su Aquisgrana, ma la famiglia imperiale riuscì a sfuggire alla cattura. In relazione a questo episodio, Richerio di Reims indica la presenza di un'aquila di bronzo, di cui ci sfugge la posizione esatta:

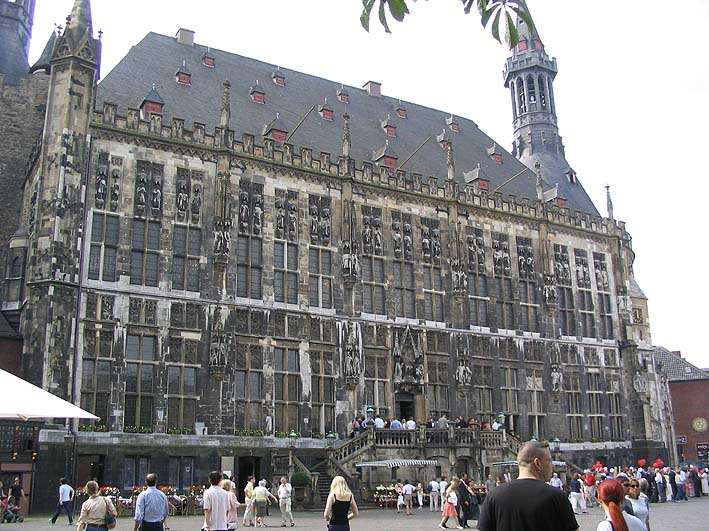
Il municipio di Aquisgrana sorge oggi sul sito della sala delle assemblee.

Nell'881 un'incursione vichinga in Renania danneggiò il palazzo e la cappella. Nell'anno 1000 l'imperatore Ottone III fece aprire la tomba di Carlo Magno. Secondo due cronisti dell'XI secolo, sarebbe stato trovato in posizione seduta su un trono, con indosso la sua corona e il suo scettro. Ma Eginardo non ne fa menzione nella sua biografia dell'imperatore. Fu in questo periodo che il culto di Carlo Magno iniziò ad attirare i pellegrini nella cappella. Nel XII secolo, Federico Barbarossa depose il corpo dell'imperatore carolingio in un reliquiario e intervenne presso il papa per canonizzarlo e le sue reliquie furono sparse in tutto il Sacro Romano Impero. Il tesoro di Aquisgrana venne successivamente arricchito di numerose donazioni di re e principi francesi e tedeschi.
Tra il 1355 e il 1414 fu aggiunta un'abside alla cappella ad est. Il municipio fu costruito a partire dal 1267 sul sito della sala delle assemblee. Durante il periodo rivoluzionario, le truppe francesi che occuparono Aquisgrana saccheggiarono il tesoro. Prima di scegliere Notre-Dame di Parigi, Napoleone Bonaparte aveva pensato alla cattedrale di Aquisgrana come luogo per la sua incoronazione imperiale. La cappella fu restaurata nel 1884. Nel 1978, la cattedrale, compresa la cappella, è stata iscritta nella lista dell'UNESCO dei patrimoni dell'umanità.